# Akaname

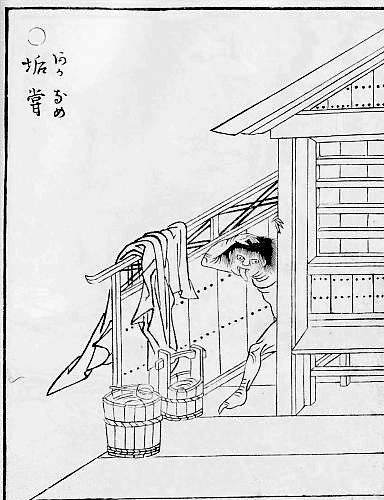
Un akaname come rappresentato nel Gazu Hyakki Yakō, di Toriyama Sekien

L'akaname (垢嘗? letteralmente, "leccatore di sporcizia") è un mostro del Gazu hyakki yagyō di Toriyama Sekien, probabilmente basata su una creatura chiamata aka-neburi dal  Kokon Hyaku Monogatari Hyōban (古今百物語評判?), una collezione di storie del periodo Edo.
Sekien non ha incluso spiegazioni insieme ai disegni, ma oggi l'akaname è spesso descritto come un essere che appare nei bagni disordinati per leccare via sporcizia e polvere con una saliva velenosa. La storia a volte è usata per spaventare i bambini e fargli tenere il bagno pulito. Questa spiegazione sembra aver avuto origine in un'antologia degli anni '20 dell'arte Yōkai.

## Tradizione
Nelle raffigurazioni yōkai classiche, troviamo bambini con artigli ai piedi e testa tozza che si aggirano per i bagni tirando fuori la loro lunga lingua. Queste rappresentazioni non hanno nessun tipo di spiegazione, è possibile, quindi, solo dedurre il loro significato, ma nel libro Kwaidan del periodo Edo Kokon Hyakumonogatari Hyōban, ci sono delle citazioni riguardo a yōkai chiamati akaneburi (neburi significa "leccare") e si deduce che akaname è una rappresentazione di questo akaneburi.
Secondo il libro Kokon Hyakumonogatari Hyōban, l'akaneburi è un mostro che vive nei vecchi bagni e si nasconde in proprietà fatiscenti. In quei tempi si credeva che, dato che i pesci nascono nell'acqua e i pidocchi nascono nello sporco, e allo stesso tempo i pesci si nutrono di acqua e i pidocchi si nutrono di sporco, allora c'era la credenza che queste creature si nutrissero del materiale che le generava, l'akaneburi è quella creatura che si genera dall'aria piena di polvere e sporcizia, quindi si nutre mangiando polvere e sporcizia.

## Shōwa, Heisei, e oltre
In letteratura yōkai dal periodo Shōwa, Heisei, e oltre, akaname e akaneburi sono stati interpretati come sopra. Queste interpretazioni affermano che l'akaname è uno yōkai che vive in vecchi bagni e edifici cadenti e si intrufola di notte mentre le persone dormono per leccare la sporcizia e il sudiciume attaccato ai bagni e alle vasche da bagno, utilizzando la sua lunga lingua. Questa creatura non fa altro che leccare la sporcizia, ed era considerato molto inquietante da incontrare, per questi motivi le persone lavoravano molto duramente per assicurarsi che i bagni fossero puliti, in modo che l'akaname non arrivasse. Dato che nessuno ha mai visto un akaname non si conosce il suo vero aspetto, ma aka ricorda alle persone il colore rosso (aka in giapponese), sono chiamati anche "facce rosse" o si pensa siano interamente rossi. Inoltre, aka (significa "sporcizia") ha anche le legami con l'idea di "impurità" come "depravazione", "peccato" o "desideri mondani" e altre cose che non sono necessarie, il che porta alla teoria che non era semplicemente una storia per mantenere i bagni puliti, ma anche per evitare che le impurità si nascondano nel proprio io.